# 亜芸杯
亜藝杯（あげいはい、亞藝盃）は、台湾の囲碁の棋戦で、台湾棋院の昇段戦の廃止により、2003-04年に2期実施された。
- 主催 台湾棋院、亜芸影音
- 優勝賞金 15万元

終了後国手戦に引き継がれる。2005年に亜芸杯両岸囲棋対抗戦を実施、2007年に亜芸杯亜芸杯プロ囲棋戦として実施。
段位上位の5名と予選勝ち抜き者5名の、計10名のリーグ戦で行われた。2期目は前期上位5名がシード。

## 歴代優勝者
- 第1回 2003年 周俊勲
- 第2回 2004年 林至涵

## 亜芸杯プロ囲棋戦
亜芸杯プロ囲棋戦（亞藝盃職業圍棋賽）として2007年に実施。
- 主催 台湾棋院
- 優勝賞金 15万元
- 持時間は各2時間、使い切ると1分の秒読み

### 優勝者と決勝戦
- 第1回 2007年 蕭正浩 - 周俊勲

## 亜芸杯両岸囲棋対抗戦
2005年12月20-22日に台北市で、台湾（台北市）と中国（北京市）による、亜芸杯両岸囲棋対抗戦（亞藝盃兩岸圍棋對抗賽、亚艺杯两岸围棋对抗赛）が、各チーム5人による対抗戦3戦が行われた。優勝賞金 は100万台湾元。
- 主催 台湾棋院
- 後援 亜芸影音股份有限公司

### 結果
- - 第1戦(12/20) 中国 3-2 台湾（兪斌○ - 陳詩淵、周鶴洋 - ○周俊勲、王檄○ - 夏大銘、王磊 - ○林至涵、黄奕中○ - 蕭正浩）
  - 第2戦(12/21) 中国 5-0 台湾（兪斌○ - 周俊勲、周鶴洋○ - 林至涵、王檄○ - 陳詩淵、王磊○ - 蕭正浩、黄奕中○ - 夏大銘）
  - 第2戦(12/22) 中国 5-0 台湾（兪斌○ - 林至涵、周鶴洋○ - 蕭正浩、王檄○ - 周俊勲、王磊○ - 夏大銘、黄奕中○ - 陳詩淵）

結果: 中国 13-2 台湾

## 注
1. ↑  台湾棋院「2007年亞藝盃比賽辦法」
2. ↑  台灣棋院「第一屆亞藝盃兩岸圍棋對抗賽」
3. ↑  搜狐体育「首届亚艺杯两岸围棋对抗赛 北京队提前一轮获胜」2005.12.23